# Catedral de La Canea
La catedral de La Canea o catedral de la Presentación de la Virgen María se encuentra en La Canea ciudad de la isla de Creta en Grecia. En griego: Εκκλησία της Τριμάρτυρης 
(Μητροπολιτικός ναός Χανίων).
La construcción terminó en 1860. La iglesia tiene tres naves, la nave central es la más alta, y sólo una torre campanario junto a la fachada principal.
La iglesia en su interior está decorada con pinturas religiosas, obras de los pintores G.Kalliterakis, G. Stravrakis, E. Tripolitakis y D. Kokotsis.